# Aleksander Saryusz-Romiszewski
Aleksander Saryusz-Romiszewski (Sariusz-Romiszowski) z Romiszowic herbu Jelita (ok. 1740–1795) – kasztelan sądecki (od 1791), burgrabia krakowski (od 1766), szambelan JKM Stanisława Augusta (od 1787), poseł na Sejm Czteroletni (1788)

## Życiorys

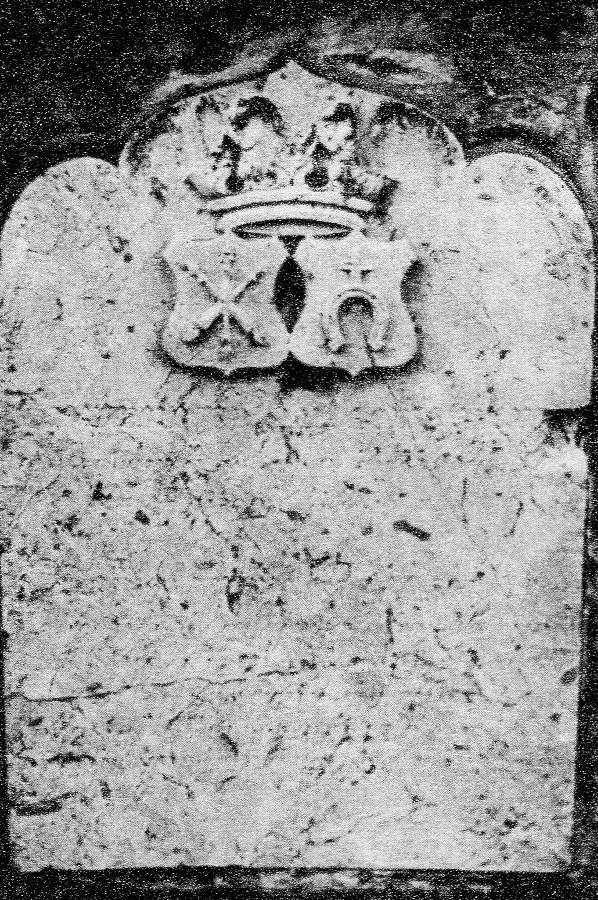
Epitafium z 1830 w Bolesławiu

Najstarszy syn podczaszego latyczowskiego Ignacego Romiszewskiego i Franciszki z Domosławskich. Wnuk Aleksandra Romiszewskiego i Teresy z Cerekwickich.
Student Akademii Krakowskiej (1756). Elektor Stanisława Poniatowskiego z księstwa oświęcimsko-zatorskiego (1764). W 1766 otrzymał przywilej na burgrabstwo zamku krakowskiego. Komisarz Komisji Kruszcowej (od 1782), zajmującej się rozwojem wydobycia kruszców. Poseł na sejm 1780 roku z województwa krakowskiego. W 1787 król Stanisław Augusta nadał mu godność szambelana. Aleksander Romiszewski gościł w 1787 powracającego z Kaniowa króla Stanisława Augusta w swojej rezydencji w Bolesławiu, gdzie demonstrował mu technikę wydobycia kruszców w swoim majątku.
W 1788 wybrany z woj. krakowskiego na Sejm Czteroletni. Reprezentował Stronnictwo królewskie. Członek Zgromadzenia Przyjaciół Ustawy Rządowej (1791). Od 1791 kasztelan sądecki. Złożył akces do konfederacji targowickiej (1792).
Od 1789 rotmistrz chorągwi kawalerii narodowej, przydzielonej do brygady Józefa Golejewskiego.
W swoich dobrach aktywnie rozwijał działalność przemysłową skoncentrowaną na hutnictwie. Właściciel dóbr Bolesław, Laski, Ujków, Małobądź, Krążek z folwarkiem, Januszowice, Sromotka, Hutki, Dziekanowice, Mstów i Kamienica oraz kamienicy na Stradomiu w Krakowie i w Olkuszu.
Rozbudował kościółek w Bolesławiu i ufundował dzwon (1768). Planował utworzenie w Bolesławiu parafii.
Kawaler Orderu Św. Stanisława (1788) i Orła Białego (1792).
Zmarł 6 września 1795. Pochowany na cmentarzu w Bolesławiu.
Dwukrotnie żonaty. Pierwszą żoną była Teresa ze Śmietanków. Drugą – Teresa z Firlej-Konarskich, z którą miał córkę Zofię, żonę Ignacego Hilarego Moszyńskiego – matkę Piotra Stanisława Moszyńskiego. Po śmierci Zofii Ignacy ożenił się ponownie z Fryderyką hr. Moszyńską - wnuczką Augusta Fryderyka hr. Moszyńskiego.